# Jardim América (bairro de São Paulo)
O Jardim América é um bairro nobre da Zona Oeste da cidade de São Paulo, Brasil. Forma parte da região da cidade conhecida como Jardins, de predomínio da classe-alta. O bairro faz parte do distrito do Jardim Paulista, administrado pela subprefeitura de Pinheiros. 
É delimitado pela Rua Groenlândia, Avenida Nove de Julho, Rua Estados Unidos e Avenida Rebouças, sendo cortado ao meio pela Avenida Brasil. Limita-se com os bairros: Jardim Paulista, Jardim Europa e Pinheiros. Sendo o primeiro bairro-jardim paulistano.

## História
O bairro é um dos bairros mais nobres e pioneiros da cidade, sendo o primeiro projeto imobiliário brasileiro baseado no conceito de cidade-jardim, inspirado no modelo inglês criado no final do século XIX. Projetado pelos ingleses Barry Parker e Raymond Unwin, o bairro foi encomendado pela City of São Paulo Improvements and Freehold Company Limited, também sediada na Inglaterra, que fez um loteamento voltado para o público de alto poder aquisitivo.
Horacio Belfort Sabino, consogro de Cesário Cecílio de Assis Coimbra e sócio da Companhia City em vários empreendimentos, foi proprietário de extensas áreas nessa região, inclusive as que formam, atualmente, o bairro de Cerqueira César, parte delas legadas por seu sogro Afonso Augusto Milliet e parte adquirida de terceiros. Essa experiência de urbanização tinha como preocupação oferecer uma alta qualidade de vida aos moradores, por meio de residências instaladas em grandes terrenos ajardinados, dispostos em ruas arborizadas de traçado curvilíneo.
Inicialmente, tratava-se de uma propriedade dos coronéis Joaquim e Martim Ferreira da Rosa, com uma área de 1 091 118 m². O projeto inicial do bairro previa uma grande praça central com quatro ruas em diagonais, jardins internos privativos (que integrariam os terrenos) e uma avenida principal de acesso aos mesmos. Tal ideia, contudo, enfrentou objeções na sociedade da época. Foram necessárias adaptações, fazendo com que alguns jardins passassem a ter um uso semi-público, com acessos através de vielas.
As obras se iniciaram em 1913, terminando quase duas décadas depois, em 1929. Os loteamentos eram regidos por diversas restrições de uso do solo, criadas pela Companhia City: limites para o gabarito, afastamentos laterais e recuos de fundo e de frente. O objetivo era garantir a qualidade ambiental, sanitária e visual dos imóveis que ali seriam erigidos. Esses procedimentos eram inovadores para a época. Além disso, o decreto municipal nº 3227, datado de 1929, estabelecia a proibição de construção de prédios não residenciais, o que conferiu-lhe um padrão diferenciado e garantiu sua alta valorização.
Houve longas negociações entre a empresa loteadora e a prefeitura do município, pleiteando melhorias como iluminação pública e serviços de transporte coletivo. A City colaborou com a doação dos terrenos onde se instalaram o Club Athletico Paulistano e a Sociedade Harmonia de Tênis, com o objetivo de estimular a prática de esportes e a saúde dos moradores do bairro. Foi ainda cedido um terreno para a construção da Igreja Nossa Senhora do Brasil. O Club Athletico Paulistano tinha como sede o Estádio Jardim América, onde eram realizados os jogos do Campeonato Paulista de Futebol. O estádio foi demolido na década de 1950.
Em virtude de seu inestimável valor paisagístico em decorrência da sua localização, o bairro e a região dos Jardins foram tombados pelo CONDEPHAAT no ano de 1986. Recentemente, houve uma revisão do tombamento, permitindo a construção de condomínios horizontais de até três andares, além de flexibilizar o desmembramento de terrenos. Essa mudança gerou controvérsias, com moradores e grupos de defesa do patrimônio histórico manifestando preocupações sobre o impacto na região.
O tombamento original, idealizado pela Companhia City, buscava manter a exclusividade residencial unifamiliar e a valorização da área, com um zoneamento específico que impedia a construção de prédios e limitava o desmembramento de lotes. A revisão, aprovada pelo CONDEPHAAT, altera essa dinâmica, abrindo caminho para empreendimentos que antes eram proibidos. A decisão gerou reações diversas: a Ame Jardins, associação de moradores, pretende recorrer judicialmente, alegando riscos à permeabilidade do solo e especulação imobiliária. Por outro lado, alguns moradores defendem a revisão, argumentando que ela pode revitalizar áreas que ficaram esvaziadas ao longo do tempo.
A revisão do tombamento dos Jardins é um tema complexo que envolve a preservação do patrimônio histórico, a especulação imobiliária, a mobilidade urbana e a qualidade de vida na região. A discussão sobre o futuro dos Jardins continua, com a expectativa de que as decisões tomadas levem em consideração os diferentes interesses envolvidos.

## Atualidade
Atualmente, o Jardim América é considerado o bairro mais caro da cidade para se residir em casa térrea e o segundo que mais consome água. É também residência de diversos moradores da elite paulistana. O bairro é classificado pelo CRECI como "Zona de Valor A", assim como outros bairros nobres da cidade, como Higienópolis, Cidade Jardim e Ibirapuera.
O bairro também é destaque em publicações acadêmicas e livros de arquitetura e história nacional, como "A cidade e os Jardins: Jardim América, de projeto urbano a monumento patrimonial (1915-1986)", da historiadora Zuleide Casagrande de Paula, e "Jardim América: o Primeiro Bairro-jardim de São Paulo e sua Arquitetura", de Sílvia Ferreira Santos.
No bairro localizam-se importantes instituições, como o Clube Atlético Paulistano e a Sociedade Harmonia de Tênis, ambos tombados pelo CONDEPHAAT na década de 1980 devido à sua relevância arquitetônica e histórica. Outro destaque é a Igreja Nossa Senhora do Brasil, localizada na Praça Nossa Senhora do Brasil, famosa por sua arquitetura colonial-barroca e muito procurada para casamentos da elite paulistana.
Além disso, abriga consulados de diversos países, como chinês, espanhol, peruano, português, russo e uruguaio, reforçando sua relevância internacional.

### Moradores e ex-moradores
- João Doria Júnior (1957), empresário, apresentador e político.[26]
- Abílio Diniz (1936-2024), empresário.[27]
- Mário Wallace Simonsen (1909-1965), empresário.[28]
- Paulo Salim Maluf (1931), engenheiro, empresário e político.[29]
- Chiquinho Scarpa (1951), socialite.[30]